# Burge (fiume)
La Burge è un fiume francese che scorre nel dipartimento dell'Allier, nella regione Alvernia-Rodano-Alpi. È un affluente alla sinistra dell'Allier, quindi un subaffluente della Loira.

## Geografia
La Burge nasce sul territorio del comune di Bourbon-l'Archambault, nel cuore del Bocage borbonese, nella parte occidentale del dipartimento dell'Allier. Essa prende, dalla sua nascita, la direzione nordest, più o meno parallela al corso della Bieudre (a nord) e della Queune (a sud). Poco prima di entrare nella foresta di Bagnolet, riceve alla sua destra orografica le acque del fiume Ours, il suo più importante affluente. Essa contorna allora la foresta dall'ovest e finisce poco dopo con il confluire nell'Allier alla sua riva sinistra, sul territorio di Aubigny.
La sua lunghezza totale è di 29,4 chilometri.

### Comuni e cantoni attraversati
Nel solo dipartimento dell'Allier, la Burge attraversa i sei comuni seguenti, da monte verso valle: Bourbon-l'Archambault (sorgente), Saint-Menoux, Agonges, Couzon, Saint-Léopardin-d'Augy, Aubigny (confluenza).

### Bacino idrografico
La Burge attraversa quattro zone idrografiche K352, K353, K354, K355, per una superficie totale di 13 594 km².

## Affluenti
La Burge ha undici affluenti ufficiali tra i quali:
- Il Duret,
- Le Vesvres,
- L'Ours (rd), 25,4 km su sette comuni con cinque affluenti e di numero di Strahler cinque.
- il Pentel,
- l'Étang de Gâte-Pays,
- le Landes,
- la Villaine.

Il suo numero di Strahler è sei.

## Idrologia

### La Burge ad Aubigny
La portata della Burge è stata osservata per 13 anni (1994-2008), ad Aubigny, località del dipartimento dell'Allier, situata poco prima della sua confluenza con l'Allier. Il bacino idrografico del fiume vi è di 225 km².
Il modulo del fiume ad Aubigny è di 1,05 m³/s.
La Burge presenta fluttuazioni stagionali di portata marcate e caratteristiche dei corsi d'acqua del piedimonte nord del Massiccio centrale. Le piene si manifestano in inverno e provocano delle portate mensili medie situate in una "forchetta" che va da 1,5 a 3,1 m³/s, da gennaio a marzo incluso (con un massimo in gennaio). Da fine marzo, la portata cala progressivamente fino al periodo di magra che si verifica da luglio a settembre, comportando nel periodo di magra una portata media mensile di 0,20 m³/s al mese di luglio e 0,22 in agosto e in settembre. Ma le fluttuazioni di portata sono ben più pronunciate su periodi più brevi, o secondo le annate.